# TNFRSF1A
TNFRSF1A (англ. TNF receptor superfamily member 1A) – білок, який кодується однойменним геном, розташованим у людей на короткому плечі 12-ї хромосоми. Довжина поліпептидного ланцюга білка становить 455 амінокислот, а молекулярна маса — 50 495.
| 10         |  | 20         |  | 30         |  | 40         |  | 50         |
| ---------- |  | ---------- |  | ---------- |  | ---------- |  | ---------- |
| MGLSTVPDLL |  | LPLVLLELLV |  | GIYPSGVIGL |  | VPHLGDREKR |  | DSVCPQGKYI |
| HPQNNSICCT |  | KCHKGTYLYN |  | DCPGPGQDTD |  | CRECESGSFT |  | ASENHLRHCL |
| SCSKCRKEMG |  | QVEISSCTVD |  | RDTVCGCRKN |  | QYRHYWSENL |  | FQCFNCSLCL |
| NGTVHLSCQE |  | KQNTVCTCHA |  | GFFLRENECV |  | SCSNCKKSLE |  | CTKLCLPQIE |
| NVKGTEDSGT |  | TVLLPLVIFF |  | GLCLLSLLFI |  | GLMYRYQRWK |  | SKLYSIVCGK |
| STPEKEGELE |  | GTTTKPLAPN |  | PSFSPTPGFT |  | PTLGFSPVPS |  | STFTSSSTYT |
| PGDCPNFAAP |  | RREVAPPYQG |  | ADPILATALA |  | SDPIPNPLQK |  | WEDSAHKPQS |
| LDTDDPATLY |  | AVVENVPPLR |  | WKEFVRRLGL |  | SDHEIDRLEL |  | QNGRCLREAQ |
| YSMLATWRRR |  | TPRREATLEL |  | LGRVLRDMDL |  | LGCLEDIEEA |  | LCGPAALPPA |
| PSLLR      |  |            |  |            |  |            |  |            |

A: Аланін

C: Цистеїн

D: Аспарагінова кислота

E: Глутамінова кислота

F: Фенілаланін

G: Гліцин

H: Гістидин

I: Ізолейцин

K: Лізин

L: Лейцин

M: Метіонін

N: Аспарагін

P: Пролін

Q: Глутамін

R: Аргінін

S: Серин

T: Треонін

V: Валін

W: Триптофан

Кодований геном білок за функцією належить до рецепторів. 
Задіяний у таких біологічних процесах, як апоптоз, взаємодія хазяїн-вірус, альтернативний сплайсинг. 
Локалізований у клітинній мембрані, мембрані, апараті гольджі.
Також секретований назовні.